# María del Carmen (ópera)
María del Carmen es una ópera en tres actos con música de Enrique Granados y libreto en español de José Feliú y Codina basada en su obra homónima de 1896. Se estrenó el 12 de noviembre de 1898 en Madrid. Fue el primer éxito operístico de Granados y aunque está muy olvidada hoy en día, está considerada su mejor ópera. Al final de su temporada inicial en Madrid donde se estrenó en 1898, la reina María Cristina premió a Granados con la Cruz de Carlos III en reconocimiento a su trabajo. La ópera, a veces descrita como una versión española de la Cavalleria rusticana de Mascagni con un final feliz, se ambienta en un pueblo de la región española de Murcia e implica un triángulo de amor entre María (soprano) y sus dos pretendientes, el campesino Pencho (barítono) y su adinerado rival, Javier (tenor). 

## Historia

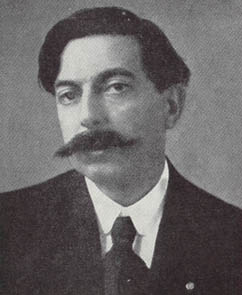
Enrique Granados, el compositor de María del Carmen.

Un crítico del Diario de Barcelona recuerda que después de estreno de 1896 de la obra teatral de Feliú i Codina María del Carmen, oyó a otro crítico decir al autor "Por amor de Dios, no permita que nadie ponga música a esto." A pesar de todo, Feliú i Codina, quien también había escrito el libreto para una zarzuela en un acto de Granados, Los Ovillejos, estuvo conforme en adaptar su obra para la ópera de Granados. El libreto resultante fue una versión considerablemente acortada de la versión original así como una simplificación de la trama. Sin embargo, incluyó añadidos como una lujosa procesión pueblerina en el Acto 1 y un número de baile durante la fiesta en el Acto 2. Granados y Feliú i Codina se esforzaron por hacer un libreto "auténtico", viajando a la Murcia rural para observar el paisaje de la región, su cultura, canciones y forma de hablar. El compositor Amadeo Vives fue decisivo para asegurar la primera representación de la ópera en Madrid y ayudó a coordinar la producción con el Teatro Parish. Durante los ensayos orquestales, Granados fue ayudado por Pablo Casals, quien también dirigió una representación privada de la ópera en el Teatro Principal de Madrid antes de su estreno oficial.
La partitura de María del Carmen ha tenido una historia accidentada. Granados tenía el manuscrito original en su equipaje cuando se ahogó en el hundimiento de 1916 del Sussex por un U-boat alemán. Su equipaje, y la partitura de María del Carmen, se recuperaron posteriormente del naufragio. En 1939 el hijo de Granados, Víctor, llevó la partitura original (junto con las partituras originales de otras tres obras de Granados) a Nathaniel Shilkret y firmó un contrato para la publicación de las mismas por Shilkret y el hijo de Shilkret, Arthur. Sin embargo, objeciones suscitadas por el resto de la familia Granados impidieron que las obras se publicasen. En diciembre de 2009 la partitura original completa de la obra fue transferida a la biblioteca de la Universidad de California en Riverside.
Según el relato de Walter Aaron Clark en Enrique Granados: Poet of the Piano, las únicas copias de la partitura disponibles en la época en que se escribía la biografía de Granados contenían probablemente revisiones posteriores del hijo de Granados, Eduardo.

## Historia de las representaciones

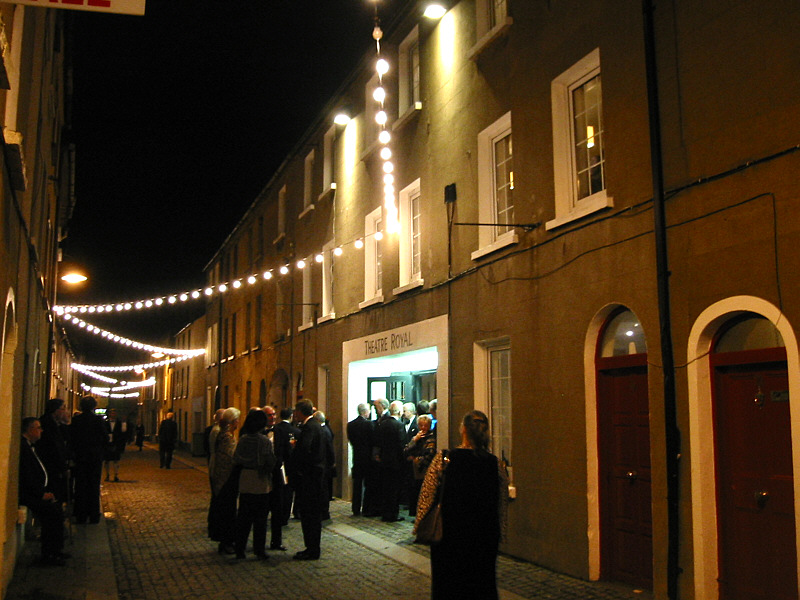
El Theatre Royal, Wexford, donde el 23 de octubre de 2003 María del Carmen se representó por vez primera fuera de España.

María del Carmen se estrenó en el Teatro de Parish en Madrid el 12 de noviembre de 1898, dirigida por el compositor. Tuvo una acogida muy exitosa por parte del público y la mayoría de la crítica, y se representó hasta el 9 de enero de 1899. Feliú i Codina no estaba allí para compartir el triunfo del compositor. Había muerto el año anterior, a los 52 años de edad. María del Carmen se estrenó luego en Barcelona el 31 de mayo de 1899 en el Teatro Tivoli. Con tal ocasión, la recepción fue considerablemente menos cálida que en Madrid. El movimiento nacionalista catalán estaba en auge como la Renaixença para revivir la cultura y el idioma catalanes. Parte del público se indignó con una ópera de compositor y libretista catalanes que se ambientaba fuera de Cataluña y que no incorporaba ni música ni temas catalanes. Un crítico contemporáneo sugirió que el único aplauso procedía de una claque contratada para ello.  Después de once representaciones en el Teatro Tivoli, la ópera tuvo unas pocas representaciones más en Valencia en 1899 y fue representada esporádicamente en Madrid entre mayo de 1899 y enero de 1900. Luego cayó en el olvido, aparte de una reposición en el año 1935 en el Liceo de Barcelona dirigida por Joan Lamote de Grignon con la famosa soprano Conchita Badía en el rol titular, y otras pocas representaciones más en España en los sesenta. 
Cuarenta años más tarde, el director español Max Bragado-Darman preparó una nueva edición crítica de la partitura. Algunos extractos de la misma se interpretaron en Murcia, en un concierto en el Teatro Circo de Orihuela el 23 de marzo de 2002 durante el Festival Internacional de Orquestas de Jóvenes. En 2003 la partitura fue usada para una producción plenamente escenificada en Irlanda y en el Festival de Ópera de Wexford. La producción que se estrenó el 23 de octubre de 2003 en el Theatre Royal, Wexford marcó la primera y (hasta ahora) única representación escenificada de María del Carmen fuera de España. La producción de Wexford fue dirigida por Max Bragado-Darman con dirección escénica de Sergio Vela y Diana Veronese en el rol titular. La representación más reciente, aunque sólo en versión de concerto, tuvo lugar en el Liceo el 19 de febrero de 2006. Fue dirigida por Josep Caballé-Domènech con Ana María Sánchez en el rol titular.

## Personajes
| Personaje                                  | Tesitura     | Reparto el 12 de noviembre de 1898 Director:Enrique Granados |
| ------------------------------------------ | ------------ | ------------------------------------------------------------ |
| María del Carmen, muchacha murciana.       | soprano      |                                                              |
| Pencho, jornalero, enamorado de María.     | barítono     |                                                              |
| Javier, rico labrador, enamorado de María. | tenor        |                                                              |
| Concepción, madre de Javier.               | mezzosoprano |                                                              |
| Fuensanta, amiga de María.                 | soprano      |                                                              |
| Domingo, padre de Javier.                  | bajo         |                                                              |
| Don Fulgencio, médico rural.               | tenor        |                                                              |
| Pepuso, un viejo labrador.                 | barítono     |                                                              |
| Migalo,un labrador                         | bajo         |                                                              |
| Antón, un labrador                         | tenor        |                                                              |
| Roque, un labrador                         | barítono     |                                                              |
| Andrés, un labrador                        | tenor        |                                                              |

## Argumento

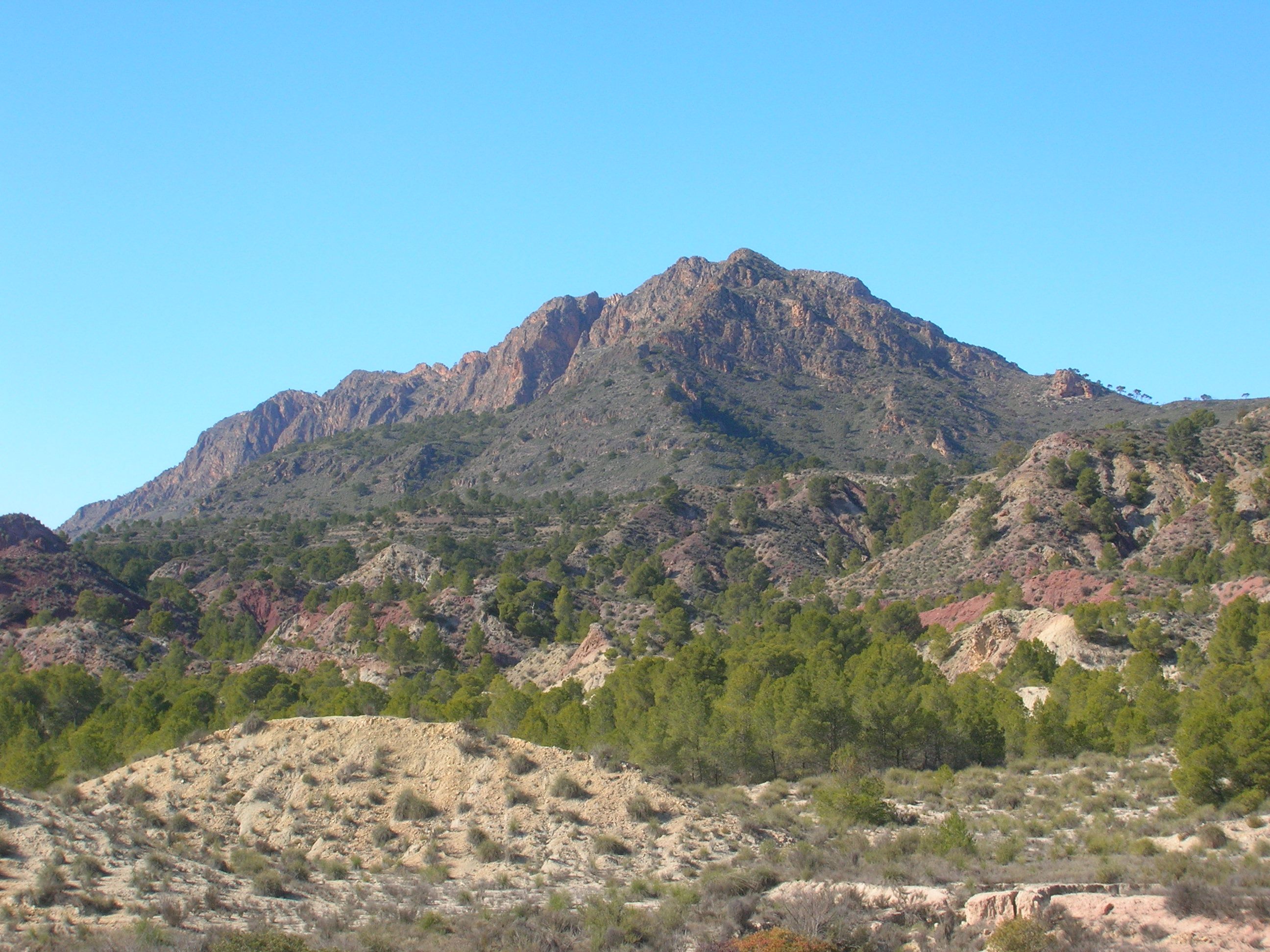
Paisaje rural murciano, el lugar donde transcurre la ópera María del Carmen

Época: finales del siglo XIX
Lugar: una localidad rural en la provincia española de Murcia
Pencho, un huertano, y María, están enamorados. Pencho ha herido al rico Javier en una lucha sobre derechos del agua y ha huido a Argelia. Para salvar la vida de Pencho cuando vuelve, María restaura la salud a Javier, para descubrir que él también se ha enamorado de ella. La acción de la ópera empieza con la vuelta al pueblo de Pencho, que se entera, para su desilusión, que María se va a casar con Javier para salvarle a él de la persecución. Pencho protesta diciendo que su honor no puede tolerar tal sacrificio. Durante una fiesta en el pueblo, hay un enfrentamiento entre Pencho y Javier, y los dos se muestran conformes en batirse en duelo, lo que se convierte en el centro del tercer acto.
Al acercarse el duelo, María se siente angustiada. Mientras que ella aún ama a Pencho, siente amor por Javier y no desea verlo muerto. El padre de Javier llega y sin éxito intenta convencer a Pencho de que abandone toda pretensión sobre María. Javier aparece y el duelo va a empezar. Sin embargo, la tragedia es impedida por la llegada del médico local, Don Fulgencio. Le dice a Domingo que Javier está ya muriendo de tuberculosis y no se puede hacer nada para salvarlo. Javier se da cuenta entonces de la inutilidad del duelo, se reconcilia con María y Pencho, y los ayuda a escapar.

## Grabaciones
María del Carmen  - Diana Veronese (María del Carmen); Concepción (Larisa Kostyuk); Fuensanta (Silvia Vázquez); Jesús Suaste (Pencho); Dante Alcalá (Javier); Gianfranco Montresor (Domingo); David Curry (Don Fulgencio); Alberto Arrabal (Pepuso); Stewart Kempster (Migalo); Ricardo Mirabelli (Antón); Alex Ashworth (Roque); Nicholas Sharratt (Andrés); Vicenç Esteve (Un cantaor huertano). Coro del Festival de Ópera de Wexford, Orquesta Filarmónica Nacional de Bielorrusia, Max Bragado-Darman (director). Grabado en vivo en el Theatre Royal, Wexford el 23, 26 y 29 de octubre de 2003. Sello discográfico: Marco Polo 8.225292-93